# لياندرو تروسار
لياندرو تروسارد (بالفرنسية: Leandro Trossard؛ مواليد 4 ديسمبر 1994) لاعب كرة قدم بلجيكي يلعب في مركز الهجوم مع نادي أرسنال في الدوري الإنجليزي الممتاز ويلعب مع منتخب بلجيكا.
شارك مع منتخب بلجيكا تحت 17 سنة لكرة القدم ومنتخب بلجيكا تحت 19 سنة لكرة القدم ومنتخب بلجيكا تحت 21 سنة لكرة القدم. أما مع النوادي، فقد لعب مع آود هيفرلي لوفين ونادي جينك ونادي فيسترلو ولوميل يونايتد.

## وصلات خارجية
- لياندرو تروسار على موقع الاتحاد الدولي (مؤرشف)  (الإنجليزية)
- لياندرو تروسار على موقع الاتحاد الأوربي (الإنجليزية)
- لياندرو تروسار على موقع الاتحاد البلجيكي (الإنجليزية)
- لياندرو تروسار على موقع إي إس بي إن إف سي (الإنجليزية)
- لياندرو تروسار على موقع قاعدة بيانات كرة القدم.إي يو (الإنجليزية)
- لياندرو تروسار على موقع ليكيب (الفرنسية)
- لياندرو تروسار على موقع ناشيونال فوتبول تيمز (الإنجليزية)
- لياندرو تروسار على موقع Soccerbase.com (لاعب) (الإنجليزية)
- لياندرو تروسار على موقع Soccerway.com (الإنجليزية)
- لياندرو تروسار على موقع عالم كرة القدم.نت (الإنجليزية)